# 웃음
웃음은 일정 조건이 만족될 때 15개의 안면 근육이 수축하면서 나타나는 움직임이다. 웃음은 일반적으로 횡격막과 호흡계의 다른 부분이 리드미컬하게 들리는 수축으로 구성된 즐거운 신체 반응이자 감정이다. 이는 특정 외부 또는 내부 자극에 대한 반응이다. 웃음은 간지러워지는 것과 같은 활동이나 유머러스한 이야기, 이미지, 비디오 또는 생각에서 생겨날 수 있다. 가장 일반적으로 이는 기쁨, 환희, 행복, 안도감과 같은 긍정적인 감정 상태를 청각적으로 표현하는 것으로 간주된다. 그러나 어떤 경우에는 당혹감, 놀라움, 긴장된 웃음이나 공손한 웃음과 같은 혼란과 같은 상반된 감정 상태로 인해 발생할 수 있다. 나이, 성별, 교육, 언어 및 문화는 모두 주어진 상황에서 사람이 웃음을 경험할 것인지 여부를 나타내는 지표이다. 인간 외에 일부 다른 영장류(침팬지, 고릴라, 오랑우탄)는 레슬링, 쫓기 놀이, 간지럼과 같은 신체적 접촉에 반응하여 웃음 같은 소리를 낸다.
웃음은 뇌에 의해 조절되는 인간 행동의 일부로서 인간이 사회적 상호 작용에서 자신의 의도를 명확히 하는 데 도움을 주고 대화에 감정적인 맥락을 제공한다. 웃음은 그룹의 일원이라는 신호로 사용된다. 즉, 다른 사람과의 수용 및 긍정적인 상호 작용을 나타낸다. 웃음은 때때로 전염성이 있는 것으로 여겨지며 한 사람의 웃음 자체가 긍정적인 피드백으로 다른 사람의 웃음을 유발할 수 있다.
유머와 웃음, 그것이 인체에 미치는 심리적, 생리학적 영향에 대한 연구를 겔로톨로지(gelotology)라고 한다.

## 웃음의 목적
웃음이 다른 일반적인 생체 운동과 특별히 구분되는 점은 그 목적이 없다는 것이다. 웃음은 인간의 생존에 필수적인 것도 아니며, 오히려 인간은 웃음으로써 어지러울 수도 있다. 그렇지만 이것은 근대 이전의 생각으로, 현대에는 한 번 웃으면 이틀을 더 산다는 연구결과가 있다. 한자 성어로는 ‘일소일소 일노일로(一笑一少 一怒一老)’가 있다.

## 웃음의 이유
웃음이란 대단히 기이한 감정 표현으로, 그 발생이 한 감정에서부터 생기는 것이 아니라 여러 복합적인 감정으로부터 생긴다. 예를 들자면, 인간은 앞에 길을 가던 다른 사람이 갑자기 넘어지는 것을 보고 웃을 수도 있으며, 대회에서 우승하기 위하여 노력을 했지만 탈락했을 때 허탈감 속에서 웃을 수도 있다. 이 두 예에 대하여 답이 될 수 있는 것은 칸트의 "긴장스러운 예상이 갑작스레 무(無)로 돌아갈 때 웃음은 터진다"라는 말일 것이다. 앞에 지나가던 사람이 똑바로 걸어갈 것이란 예상이 갑작스레 없어질 때 웃음이 터지며, 자신이 대회에서 우승할 것이란 예상이 헛되게 돌아갈 때에도 웃음이 터질 수 있다는 것이다. 이 논리로 풀 수 있는 예는 몇가지 더 있으며, 그 예로 자신과 계속 경쟁하던 라이벌이 갑자기 사라지는 순간에 웃음이 터지는 것도 자신의 경쟁자가 계속 자신과 경쟁할 것이란 예상이 그 순간 깨졌으므로 웃음이 터지는 것이며, 소원도 하나의 예상이라 볼 수 있다면 자신의 소원이 해결되는 순간 자신의 예상이 없어지는 것이므로 웃음이 나오는 것이다. 이것이 현대의 어느 정도 신빙성이 있는 사상으로, 이것을 허버트 스펜서는 생물학적인 말로 바꾸었기를 "의식이 굉장한 일에서 사소한 일로 불시에 전이할 때 감정과 감각은 신체운동을 발생한다."라 했다.

## 웃음의 의성어
한국어에서 웃음을 묘사한 의성어에는 '하하', '호호', '히히', '허허', '푸하하', '크크', '킥킥', '껄껄', '낄낄', '꺽꺽', '헤헤', '헿헿', '후후', '흐흐' 등 여러 가지가 있다.
채팅에서 자주'ㅋㅋ', 'ㅎㅎ'와 같은 비공식적 의성어도 쓰인다.

## 웃음의 평가
일반적으로 사람들은 사람이 기뻐서 웃는 것으로 생각하지만, 몇몇 철학자들은 "사람은 웃음으로써 기쁘다." 라고 주장하기도 한다. 이와 비슷한 주장으로 "사람은 슬퍼서 우는 것이 아니라 우는 것으로 인해 슬프다."라는 주장이 있다.

## 웃음과 행복
한국어에서 '웃음이 넘친다'라는 말은 곧 행복하게 산다는 것을 의미한다. 이에서 알 수 있듯이 웃음과 행복은 불가분의 관계에 있는 것이다. 그렇지만 이는 위 '웃음의 이유'와 미묘하게 다른 내용을 담고 있다. 칸트의 주장에서는 "기대가 무로 돌아갈 때 웃음은 나온다"라는 내용을 담고 있지만, 행복은 그와는 무관하게 보인다. 그렇지만 웃음은 곧 행복을 의미한다는 믿음을 부정할 수는 없어서 아직은 연구 결과에 의존할 수밖에 없다.

## 같이 보기
- 비웃음
- 웃다가 사망
- 웃음 요가
- 미소